# Tru Confessions
Tru Confessions (título en español: La serie de mi Vida) es una Película Original de Disney Channel transmitida por primera vez en Estados Unidos el 5 de abril de 2002, por Disney Channel. Fue dirigida por Paul Hoen y está basada en el libro Tru Confessions, de Janet Tashjian.

## Sinopsis
Trudy Elizabeth "Tru" Walker es una adolescente que aspira a tener su propio programa de televisión. Tru es un poco infeliz con su vida. Su hermano gemelo, Eddie, tiene discapacidad intelectual causado por la pérdida de oxígeno al nacer y como resultado, le hace actuar como un niño pequeño, que a menudo es la fuente del caos cuando en situaciones sociales. Aunque Eddie es cariñoso, su comportamiento a menudo frustra a Tru porque se siente incapaz de razonar con él. También está enojada por la manera dura con que su hermano es tratado por miembros de su grupo de pares. Además, a menudo se siente frustrada con su madre porque parece que Eddie es el hermano que es favorecido. Aunque Tru siente lástima por Eddie, está cansada de no poder llevar a cabo actividades normales.
Tru está en éxtasis cuando escucha sobre un concurso de video, el ganador de la cual obtendrá su propio programa de televisión. Cuando Tru revela esta noticia a su madre, Tru está ligeramente decepcionada por la reacción de su madre porque su madre no parece compartir el entusiasmo de su hija. Tru está en una pérdida en lo que ella debe elegir como el tema de su documental. Cuando su profesor de inglés le anima a seleccionar un tema que sea significativo para ella, Tru decide tomar el consejo de su maestro. Con la fecha límite de presentación del concurso documental que se avecina, Tru está muy ansioso por llegar a un tema adecuado. Cuando ella proyecta su vídeo, sus amigos lo encuentran aburrido y poco inspirador. Tru explora entonces un tema que es personal para sí misma: Ella hace un video sobre su hermano en el que destaca la influencia positiva que Eddie ha tenido sobre su vida. También revela que vivir con un hermano con una discapacidad es a menudo estresante y agotador.
Una sub-trama de la película es la relación de Tru con su madre Judy. Otra fuente de frustración en la vida de Tru es que ella piensa que su madre no la entiende. Por lo tanto, ella busca ayuda en un foro en línea donde recibe el apoyo de alguien que se refiere a sí misma como Deedee. Esta personalidad en línea ayuda a Tru a través de sus tiempos difíciles. Deedee convence a Tru de que nada grande nunca se ha logrado sin sacrificios y que ella será recompensada por mostrar su verdadero yo. Más adelante en la película, después de una discusión entre la madre y la hija, la madre de Tru repite el consejo que Deedee ha dado a Tru, conduciendo Tru para llegar a la conclusión correcta que Deedee es de hecho la madre de Tru. Una vez más, Tru se convierte en la cruz con su madre.
Cuando la familia Walker asiste a una feria de la calle, Tru confronta sus temores con respecto a lo cruel que puede ser la gente hacia las personas con discapacidades. Tru advierte que Eddie lleva un sombrero nuevo. Cuando Tru le pregunta dónde obtuvo el sombrero, Eddie señala a un grupo de adolescentes. Tru le recuerda que no debe aceptar nada de extraños. Uno de los miembros del grupo es un chico de la escuela que a Tru le gusta por el nombre de Billy Meyer. Transpira más tarde que los miembros del grupo escupieron en el sombrero que Eddie llevaba puesto. Tru está devastada y disgustada. Cuando Billy le dice que ella es un monstruo al igual que su hermano, Tru le empuja de un puente alto en un arroyo. Tru decide no revelar a sus padres lo que pasó, pensando que no van a entender (aunque ella le cuenta a su madre más tarde en vago detalle).
Las cosas se vuelven más positivas para Tru cuando recibe una carta diciéndole que ganó el concurso, lo que significa que su video será transmitido por televisión. Tru se preocupa de que todos en la escuela se burlen de ella debido a las cosas personales sobre sí misma que reveló en el video. Para empeorar las cosas, el padre de Tru está atrapado en el trabajo (él es un cirujano cerebral ) y no es capaz de llegar a casa a tiempo para su show. En la película, la relación entre el padre y el hijo es tensa porque la primera a menudo se lava verbalmente y es dura con respecto a la segunda. Desconocido para la familia, el padre de Tru ve el espectáculo en una televisión del hospital y es tocado por lo que ve. En la escuela al día siguiente, todos los estudiantes parecen haber amado y apreciado el espectáculo de Tru. Aplauden en el pasillo para Tru y Eddie.
El padre de Tru le pregunta a su hija por qué no aparece de manera prominente en la película. Ella le muestra a regañadientes las imágenes de él que tenía, lo que le muestra en una mala luz. Otro tema de la película es la incapacidad del padre de relacionarse adecuadamente con su hijo. A lo largo de la película, el padre constantemente se rompe con Eddie y le resulta difícil ser paciente con él.
Tru llega a la triste constatación de que con el paso del tiempo vivirá una vida normal al ir a la universidad, tener una carrera, casarse y quizá tener hijos propios y Eddie siempre será lo mismo. El Sr. Walker comienza a tratar de ganar más tiempo para la familia y ser más paciente con Eddie. Tru y su madre tratan de hablar entre sí y Tru insiste en que ella realmente escuchará. Eddie y Tru se sientan juntos para ver un partido de fútbol en el que ambos jugaron. Eddie continuamente rebobina a una jugada en la que Tru pasa el balón a Eddie y él hace un gol. Tru exclama "Eddie, vamos, hemos visto esta escena como diez veces, vamos a seguir adelante, no es como si iba a cambiar". Eddie responde: "Me gusta, no quiero que cambie, somos tú y yo, siendo gemelos".

## Reparto
- Clara Bryant - Trudy Elizabeth "Tru" Walker
- Shia LaBeouf - Edward "Eddie" Walker
- Mare Winningham - Ginny
- William Francis McGuire - Bob
- Nicole Dicker - Denise Palumbo
- Kevin Duhaney - Jake
- Yani Gellman - William "Billy" Meier
- Craig Eldridge - Sr. Taylor
- Jennifer Foster - Judy "Deedee" Walker
- Rahnuma Panthaky - Sra. Hinchey
- Colm Magner - Entrenador Rice
- Arnold Pinnock - Dr. Dean Cutler

## Rodaje
Fue rodada en Toronto, Ontario, Canadá. Se puede observar en una de las escenas la Torre CN y otras construcciones en Toronto. Las escenas escolares fueron filmadas en el Instituto Colegial y Técnico de Danforth, que está localizado en Toronto.
- Datos: Q2901990